# A Valid Path
A Valid Path es el cuarto álbum en solitario del músico e ingeniero de sonido británico Alan Parsons tras la disolución de su anterior formación The Alan Parsons Project.
Publicado en 2004 a través del sello Eagle Records el disco tiene un estilo más electrónico que los anteriores. Cuenta con participación de notables artistas como David Gilmour (de Pink Floyd) y John Cleese (ex-Monty Python), además de un buen número de colaboradores y DJs de música electrónica como Überzone, la banda estadounidense The Crystal Method, Shpongle o los mexicanos Nortec Collective.

## Producción
Cinco años después de la edición del álbum conceptual The Time Machine, Parsons volvió al estudio con varias ideas para afrontar su cuarto disco en solitario y con la intención de escribir y componer sobre cuestiones diferentes a las relaciones humanas. El resultado es el disco más electrónico de toda su trayectoria que, a diferencia de los anteriores, se grabó en California.
El artista manifestó en entrevistas su pesar por el hecho de que sus nuevos trabajos tuvieran una escasa difusión en emisoras de radio fuera del Reino Unido. Sin embargo pudo realizar una extensa gira de presentación en vivo que incluyó Europa y América Latina.

"La industria está cambiando y siento la necesidad de llegar a una audiencia diferente manteniendo mi identidad musical. La música electrónica es la categoría de mayor crecimiento en este momento y me gusta trabajar con nuevas personas y nuevas tecnologías."
Alan Parsons, sobre A Valid Path (2011) 

A diferencia del resto de discos, tanto en el Project como en solitario, en A Valid Path no participaron músicos habituales en su trayectoria como Ian Bairnson, Andrew Powell o Stuart Elliott. Además de su labor como producción e ingeniería de sonido, conjuntamente con P. J. Olsson, en prácticamente todas las canciones figura Parsons como compositor.

"(..:) Esas son meras distracciones de la belleza inquietante general de A Valid Path, especialmente para aquellos que han sido leales a Parsons a lo largo de su carrera. Si bien estos cambios pueden no gustar a algunos o incluso no lleguen a atraer a nuevos oyentes, los fanáticos recalcitrantes se deleitarán con este disco y su repetición, una y otra vez, con gran deleite".
Rob Theakston, sobre A Valid Path en AllMusic 

En el disco se incluyen dos canciones con nuevas versiones, en las que participó su hijo Jeremy Parsons, de tres temas de su etapa previa con Eric Woolfson: «Mammagamma 04», nueva versión del tema aparecido en Eye In The Sky, y «A Recurring Dream Within A Dream», mezcla de los temas «A Dream Within A Dream» y «The Raven» aparecidos en Tales of Mystery and Imagination.

"My hijo Jeremy ha tenido una gran influencia en el remozamiento de esas tres canciones. (...) Es un chico con mucho talento".
Alan Parsons, sobre la participación de su hijo Jeremy en el disco (2005) 

## Lista de canciones
1. «Return To Tunguska» - (Alan Parsons y Shpongle) Instrumental con David Gilmour y Shpongle - 8:48
2. «More Lost Without You» - (Alan Parsons y P. J. Olsson) Cantante: P. J. Olsson - 3:20
3. «Mammagamma 04» - (Alan Parsons y Eric Woolfson) Instrumental remezcla de «Mammagamma» con participación de Jeremy Parsons - 5:06
4. «We Play The Game» - (Alan Parsons y The Crystal Method) Cantante: Alan Parsons y The Crystal Method - 5:33
5. «Tijuaniac» - (Alan Parsons, Jeremy Parsons y Nortec Collective) Instrumental con Nortec Collective - 5:21
6. «L'Arc En Ciel» - (Alan Parsons y Überzone) Instrumental con Überzone - 5:26
7. «A Recurring Dream Within A Dream» - (Alan Parsons y Eric Woolfson) remezcla de las canciones «A Dream Within A Dream» y «The Raven». Cantante: Alan Parsons con la participación de Jeremy Parsons y la narración de Orson Welles - 4:06
8. «You Can Run» - (Alan Parsons y David Pack) Cantante: David Pack - 3:51
9. «Chomolungma» - (Alan Parsons, Jeremy Parsons y P. J. Olsson) Instrumental con la participación de Jeremy Parsons y P. J. Olsson y la narración de John Cleese - 7:47

## Músicos
- Alan Parsons – voces, guitarras, teclados y vocoder
- Jeremy Parsons – guitarras
- P. J. Olsson – voces y programaciones
- Michele Adamson – voces
- Lisa Parsons – voces
- John Cleese – voz recitada (canción 9)
- Orson Welles – voz recitada (canción 7)
- David Gilmour – guitarras (canción 1)
- Alastair Greene – guitarras
- Scott Kirkland – teclados y programaciones
- Ken Jordan – programaciones
- Simon Posford – programaciones